# Laurentiuskirche (Berneck)

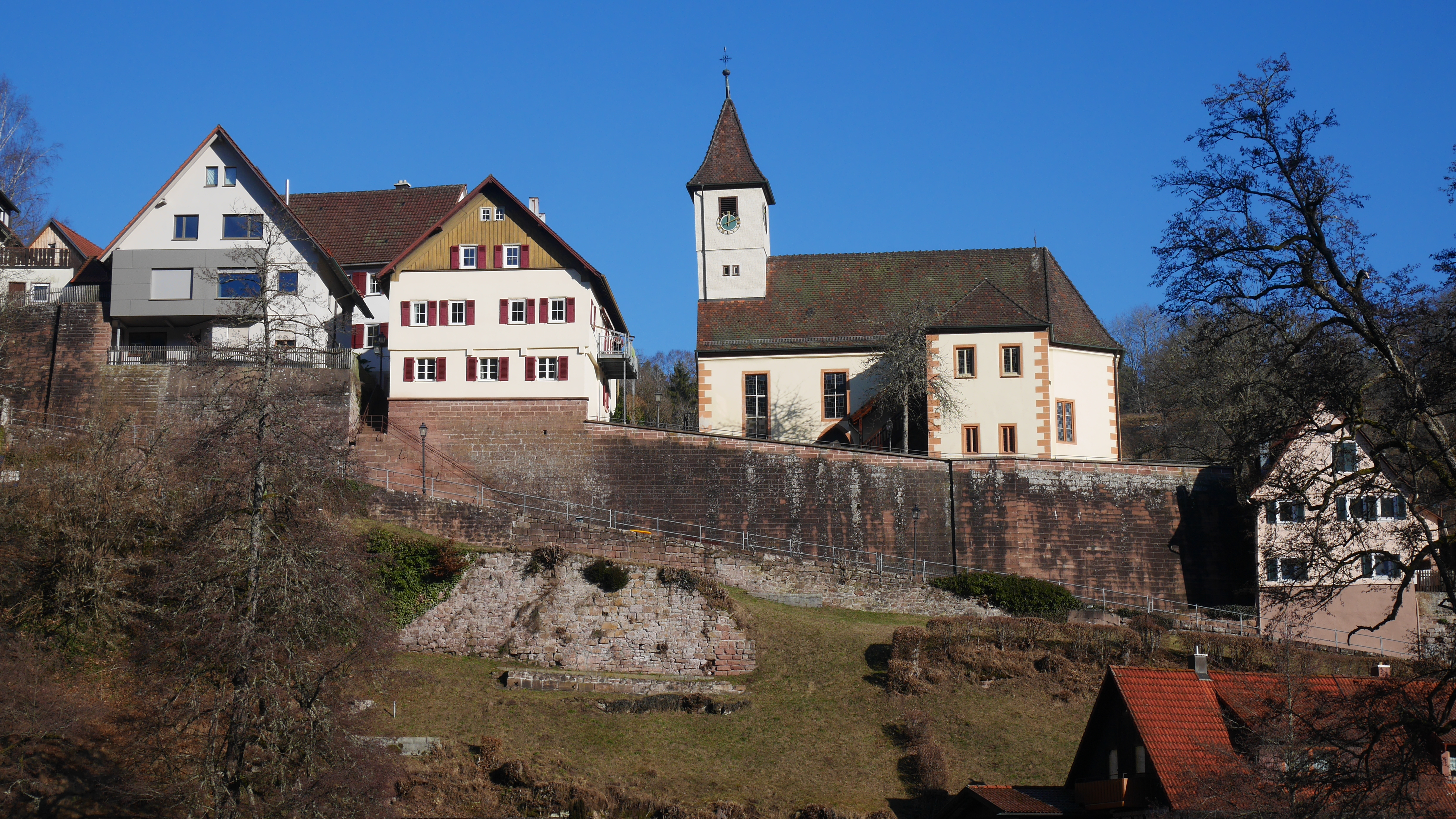
Laurentiuskirche in Berneck

Die evangelische Laurentiuskirche steht in Berneck, einem Stadtteil von Altensteig im Landkreis Calw in Baden-Württemberg. Das Bauwerk ist beim Landesamt für Denkmalpflege Baden-Württemberg als Baudenkmal eingetragen. Die Kirchengemeinde gehört zum Kirchenbezirk Calw-Nagold der Evangelischen Landeskirche in Württemberg.

## Beschreibung
Die 1753 erneuerte Saalkirche geht im Kern auf eine Kapelle von 1490 zurück. Sie besteht aus einem Langhaus und dem um 1490 errichteten dreiseitig geschlossenen gotischen Chor im Südosten, zwischen denen sich die querschiffartigen Anbauten für die Patronatslogen befinden. Der Dachturm erhebt sich im Nordwesten aus dem Satteldach des Langhauses.
Der Innenraum des Langhauses ist mit einer Kassettendecke überspannt, der der Sakristei mit einem Kreuzgewölbe. Bei der Renovierung 1965 wurde der Kanzelaltar abgebaut.